# Рукавицы

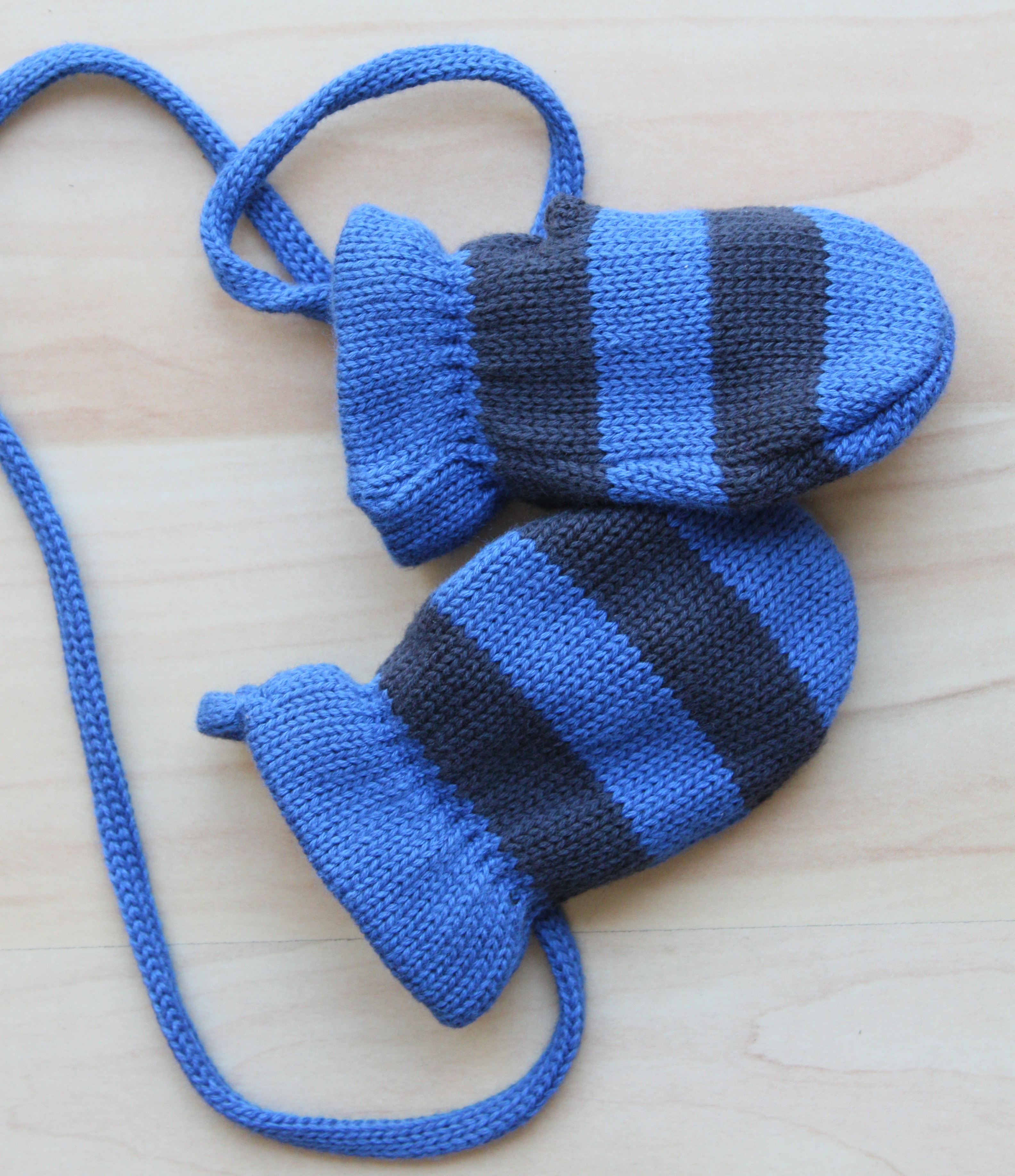
Детские варежки

Рукави́цы, ва́режки (вязаные рукавицы) — предметы одежды для кистей рук, в которых есть два отделения: одно — для большого пальца, другое — для всех остальных.

## Этимология
Происходит от варя́г, первоначально — «варяжская рукавица».
Различие в ударении объясняется тем, что заимствование произошло в период, когда в др.-рус. варягъ сохранялось ударение на первый слог, как в слове-источнике др.-сканд. váringr. У русских Беломорья зафиксировано различение архаичных «русских» и более аккуратных «норвежских» варежек, которые вяжутся спицами.
Лингвист Макс Фасмер отверг предлагавшиеся сближения с пол. wór «мешок» (Ильинский) и с вачега (Калима).
Из русского заимствовано эрз. variga, vaŕga с тем же значением. Известно ва́рега «вялый, пустой, беспутный человек» (Толковый словарь Владимира Даля).

## Описание
Варежки более эффективно сохраняют тепло рук, чем перчатки, так как по отдельности пальцы быстро замерзают. Обычно вяжут из шерсти, но могут быть изготовлены из кожи, трикотажа и других материалов и их комбинаций. Варежки являются неотъемлемой частью национальных костюмов северных народов.
Существуют также рукавицы, созданные специально для военных, где помимо отделения для большого пальца есть отделение для указательного пальца (чтобы было возможно нажимать на спусковой крючок, не снимая варежек).
Рукавицы часто являются деталью спецодежды. Также используются в альпинизме.

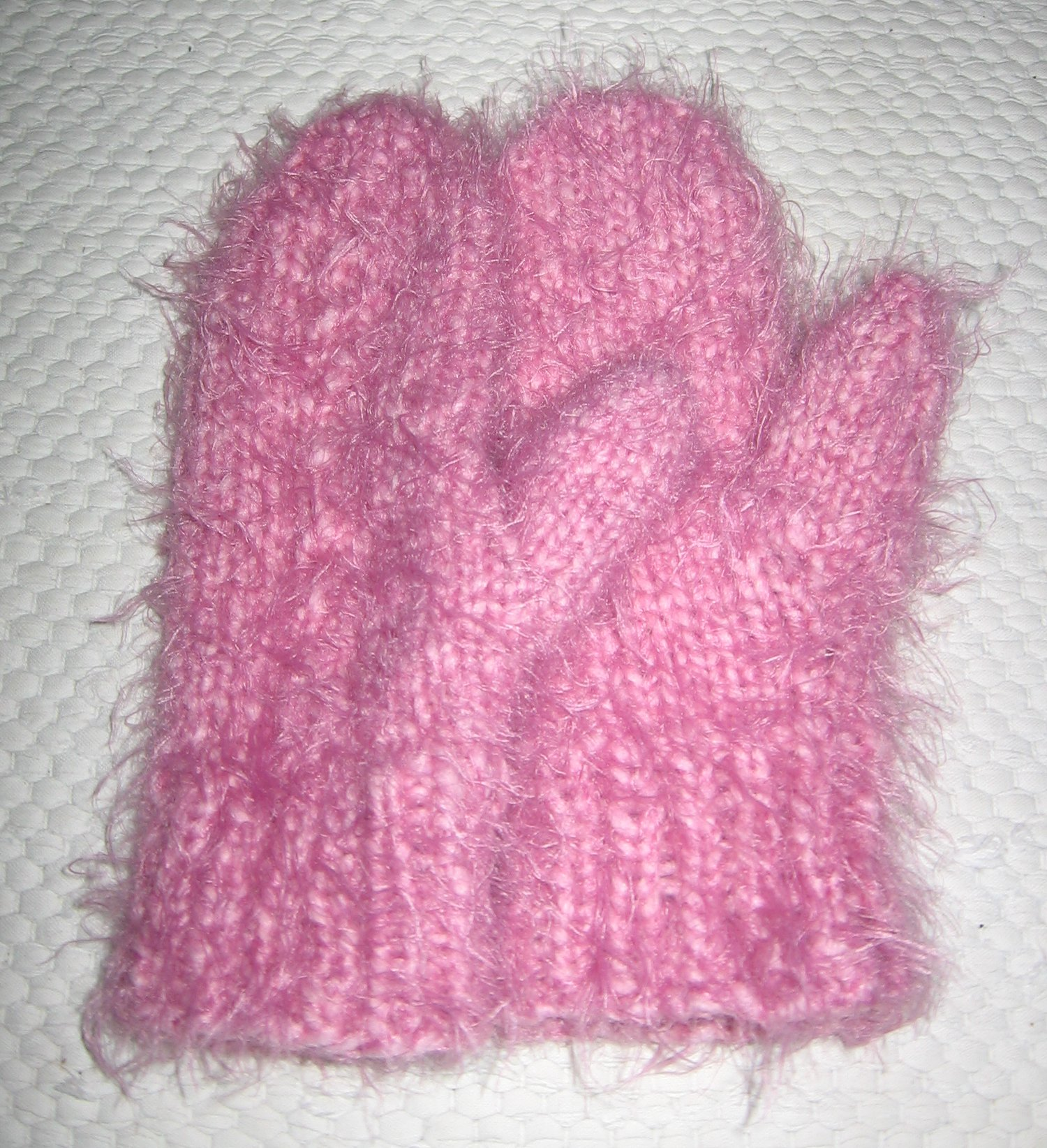
Женские варежки
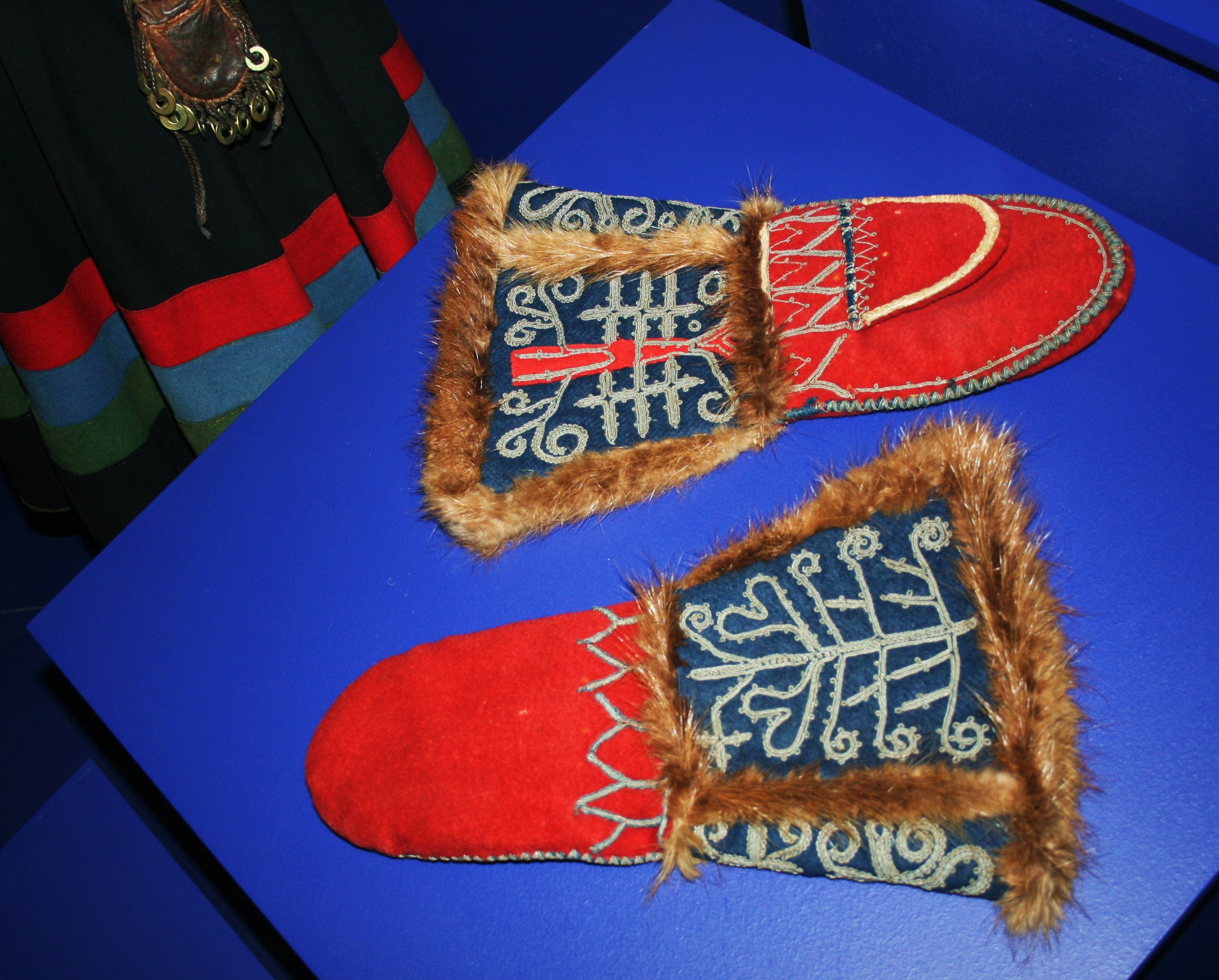
Рукавицы национального костюма саамов (Норвегия)
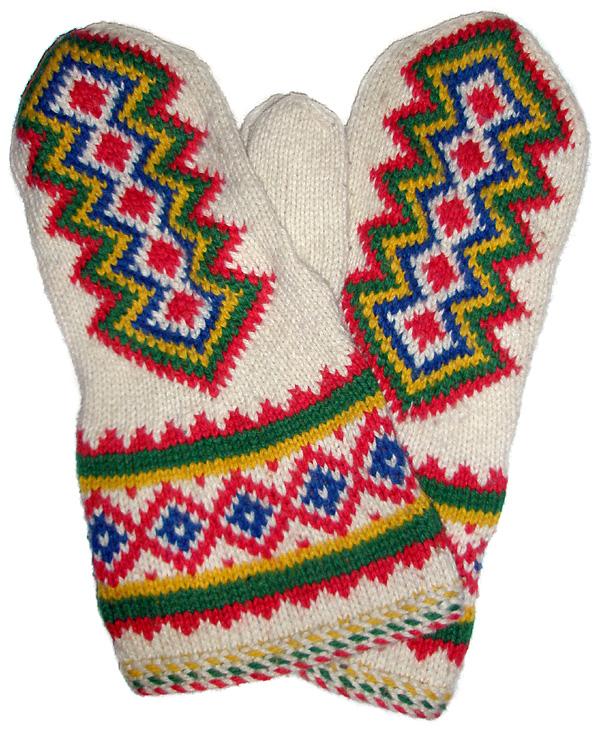
Традиционные саамские варежки
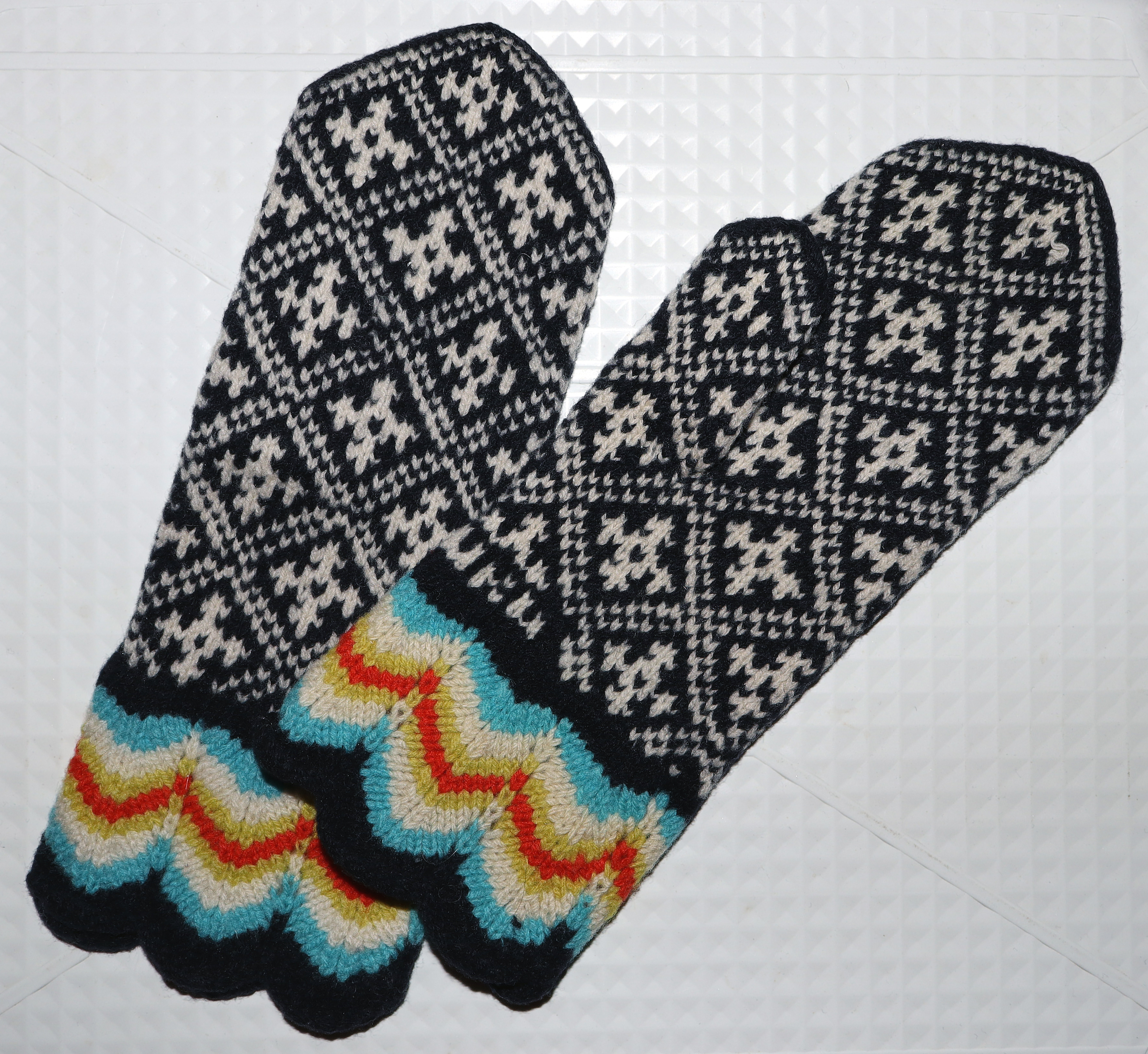
Традиционные эстонские варежки
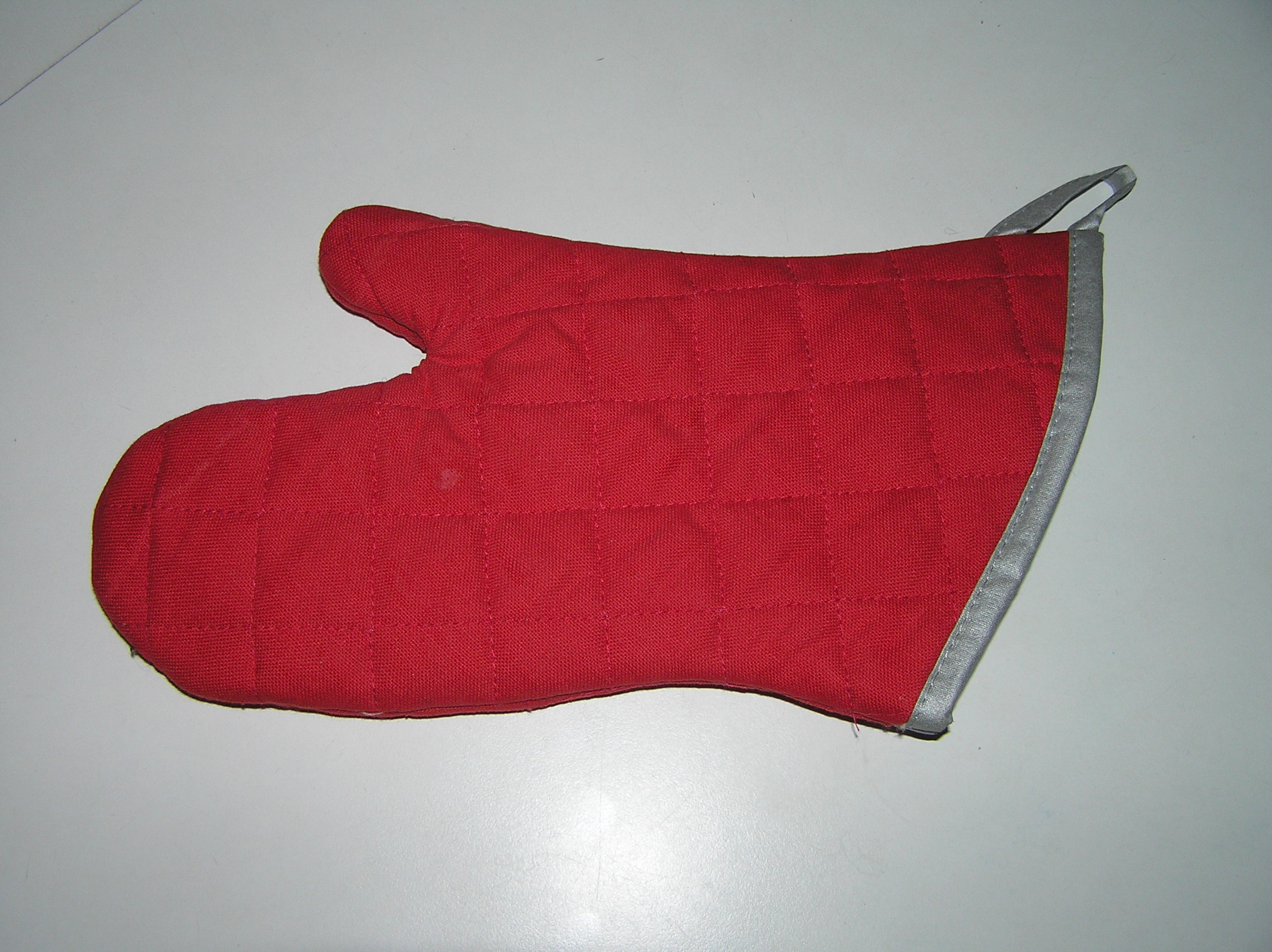
Кухонная рукавица-прихватка под горячее